# 남북선 (베트남 철도)
남북선 (베트남어: Đường sắt Bắc Nam / 塘𨫊北南)은 베트남의 주요 철도 중 하나이다. 비공식적으로 재통일 특급(再統一特急, the Reunification Express)이라고도 불리는 이 철도는 수도 하노이에서 호찌민 시까지 연결한다. 총 연장 1,726km이고 단선이며 미터 궤간을 채택하였다. 이 철도는 프랑스 식민지 시절에 인도차이나의 철도 체계의 하나로 프랑스의 식민정부에 의하여 1899년부터 1936년까지 거의 40년 동안 건설되었고 마침내, 1936년 10월 2일, 하노이-사이공 철도가 개통되었다. 제2차 세계 대전에서 베트남 전쟁 기간에 이르는 동안, 남북선 전체가 폭격과 파괴를 입었다.
1954년 제네바 협정에 따라 베트남이 분단됨에 따라 히엔르엉 다리(賢良橋, Cầu Hiền Lương)를 기준으로 철도도 남북으로 나뉘었다. 베트남 전쟁 기간 동안 이 다리는 남·북 베트남의 포격 대상이 되었었다. 1975년 4월 30일 사이공 함락 후, 철도도 다시 통일되었다. 1976년 12월 31일, 전쟁으로 매우 손상을 입은 철로가 완전히 복구되고 운영을 재개하였다. 그러나, 이 때 입은 손상 및 재정적 투자와 유지의 부족으로 인해서, 남북선의 기반 시설은 여전히 열악한 상태에 놓여 있다. 결과적으로, 열악한 기반 시설이 건널목에서의 사고나 탈선과 같은 열차 사고의 근본적인 원인으로 지목되고 있다. 정부개발원조에 의한 최근의 재건으로 이 노선의 안전과 효율성이 향상되고 있다. 2007년 기준, 전국 철도망 승객의 85%와 화물의 60%가 이 노선을 통해 수송되었다.
이 철도는 베트남의 해안을 굽이치고 흐르며 하이반 고개·랑꼬 해안·반 펑 만(灣)등 풍광이 아름다운 곳을 거쳐간다.

## 역사

베트남 남북철도의 진행 상황, 1881–1966.

1895년 프랑스령 인도차이나의 장 마리 드 라느상(Jean Marie de Lanessan) 총독은 퇴임하는 길이었는데, 그는 인도차이나의 여러 지역을 연결해줄 철로 건설의 필요성을 확신하였다. 그래서, 그는 후임자에게 하노이와 사이공을 잇는 남북 철로의 건설이 우선이라고 역설하였다. 이 노선은 다른 노선을 파생시키는 "인도차이나의 등뼈"가 되는 것이었다. 1897년에 새로 부임한 총독 폴 두메르는 라느상의 생각을 행동으로 옮겼다. 부임한 후 그는 인도차이나의 철도 개발에 관한 대단히 중요한 제안을 제출하였는데, 그 제안에는 쿤밍-하이퐁 철도(滇越鐵路, Kunming–Hai Phong Railway)와 남북선의 건설 계획도 포함되어 있었다. 프랑스 정부는 쿤밍-하이퐁 철도의 전체 구간과 남북선 철도의 일부 구간에 대한 건설을 승인하고, 이듬해까지 2억 프랑을 투자하였다. 공사는 순조롭게 이루어져, 푸랑트엉(諒滄府, Phủ Lạng Thương)—랑선 구간이 개선되고, 1902년에는 하노이에서 중국과의 국경 지대인 동당(同登, Đồng Đăng)까지 확장되었다. 그리고 같은 해에, 하노이와 하이퐁을 잇는 쿤밍-하이퐁 철도의 첫번째 구간이 운영되기 시작하였다.

## 노선

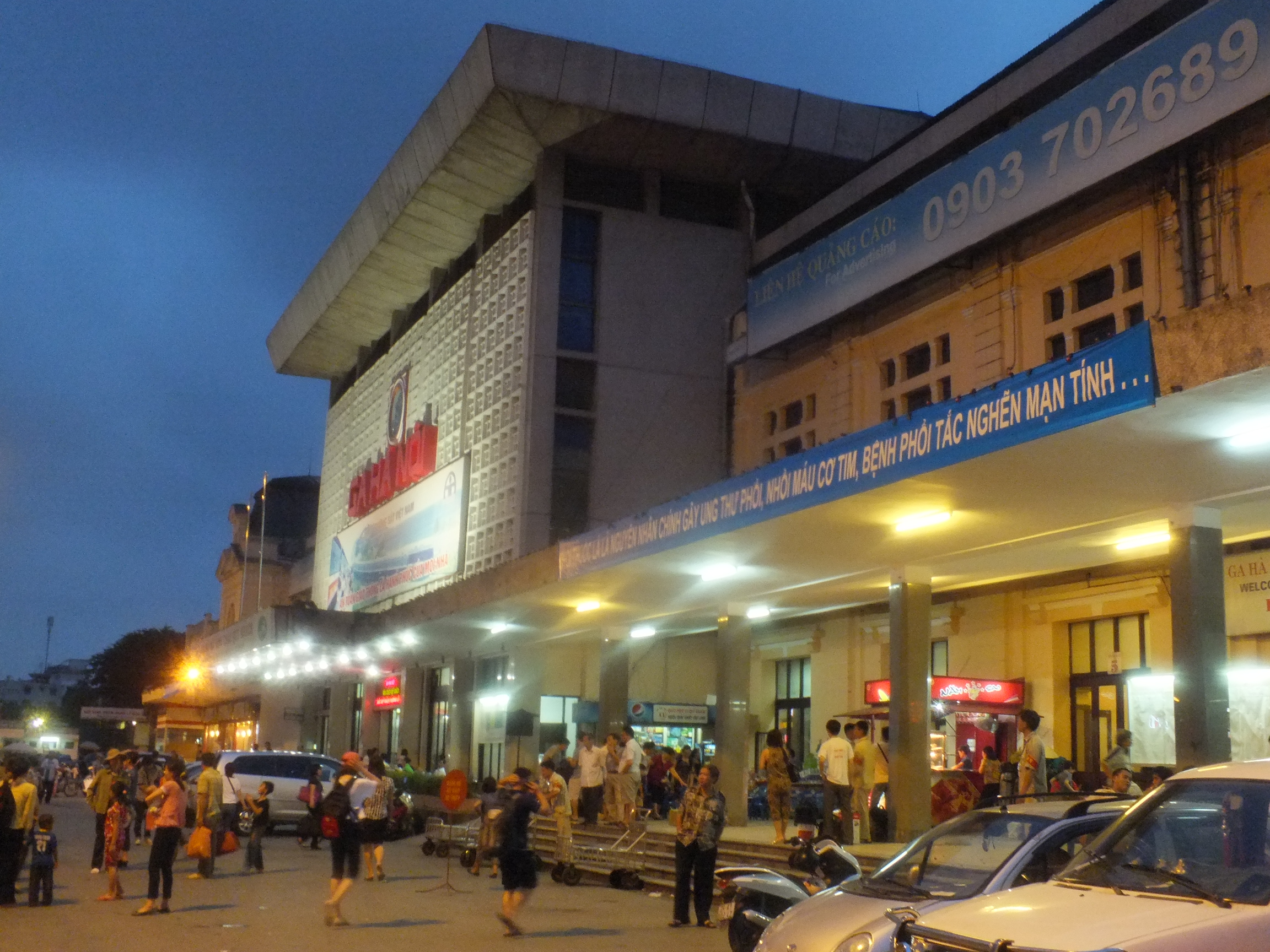
하노이 역 (2013년)

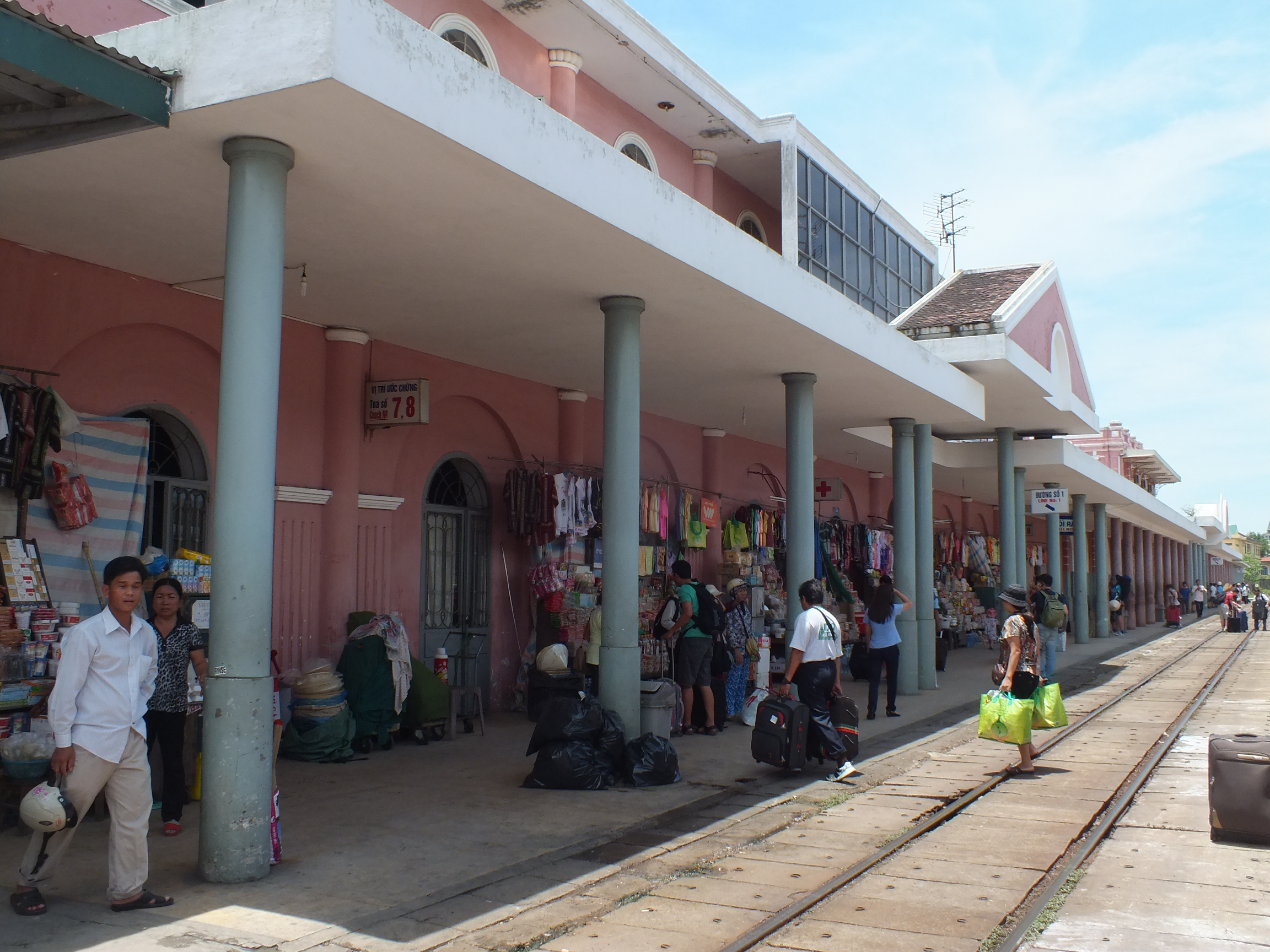
후에 역

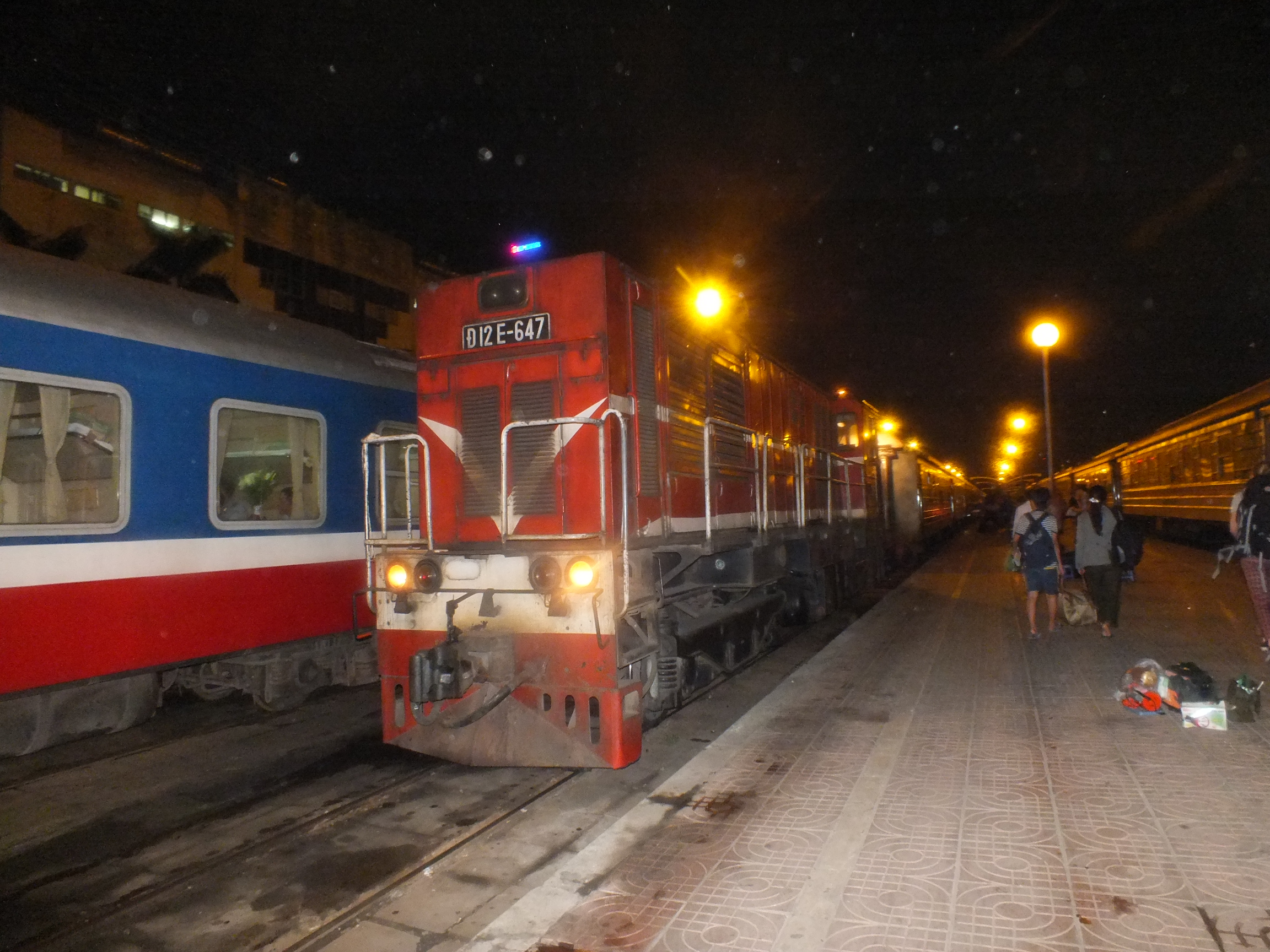
D12E-647에 끌리는 열차 (2013년, 하노이 역）

2005년 기준, 베트남 철도 전체에 278개 역이 있었는데 그 중 191개 역이 남북선에 있는 역이었다. 남북선의 전체 구간 1,727km 중 대부분이 베트남의 해안선을 따라 지나간다. 하노이에서 출발하여, 남쪽으로 하남성·남딘성·닌빈성·타인호아성·응에안성·꽝빈성·꽝찌성·후에·다낭·꽝남성·꽝응아이성·빈딘성·푸옌성·카인호아성·닌투언성·빈투언성·동나이성·빈즈엉성을 거쳐 호찌민 시에 이른다. 이 구간의 주요 기차역은 다음과 같다.
- 하노이 역 (하노이 시)
- 푸리 역 (하남성 푸리 시)
- 남딘 역 (남딘 성 남딘 시)
- 타인호아 역 (타인호아 성 타인호아 시 )
- 빈 역 (응에안 성 빈 시)
- 동허이 역 (꽝빈 성 동허이 시)
- 동하 역 (꽝찌 성 동하 시)
- 후에 역 (후에시)
- 다낭 역 (다낭 시)
- 땀끼 역 (꽝남 성 땀끼 시)
- 꽝응아이 역 (꽝응아이 성 꽝응아이 시)
- 찌에우찌 역 (빈딘 성 뚜이푸윽 현)
- 뚜이호아 역 (푸옌 성 뚜이호아 시)
- 냐짱 역 (카인호아 성 냐짱 시)
- 탑짬 역 (닌투언 성 판랑탑짬 시)
- 빈투언 역 (빈투언 성 판티엣 시)
- 비엔호아 역 (동나이 성 비엔호아 시)
- 지안역 (빈즈엉 성 지안 시)
- 사이공 역 (호찌민 시)

### 하노이 - 사이공 노선표
| 역명                            | 베트남어 이름 | 한자 이름 | 거리(Km) |
| 하노이                          | Hà Nội        | 河內      | 0        |
| 잡밧                            | Giáp Bát      | 甲八      | 5        |
| 번디엔                          | Văn Điển      | 文典      | 9        |
| 푸리                            | Phủ Lý        | 府里      | 56       |
| 남딘                            | Nam Định      | 南定      | 87       |
| 닌빈                            | Ninh Bình     | 寧平      | 115      |
| 빔선                            | Bỉm Sơn       | 扁山      | 141      |
| 타인호아                        | Thanh Hóa     | 淸化      | 176      |
| 민코이                          | Minh Khôi     | 明魁      | 197      |
| 꺼우지앗                        | Cầu Giát      | 梂戛      | 250      |
| 쪼시                            | Chợ Sy        | 𢄂癡      | 279      |
| 빈                              | Vinh          | 永        | 319      |
| 옌쭝                            | Yên Trung     | 安中      | 340      |
| 흐엉포                          | Hương Phố     | 香舖      | 387      |
| 라케                            | La Khê        | 羅溪      | 405      |
| 떤업                            | Tân Ấp        | 新邑      | 409      |
| 동레                            | Đồng Lê       | 同黎      | 436      |
| 민레                            | Minh Lệ       | 明麗      | 482      |
| 동허이                          | Đồng Hới      | 洞海      | 522      |
| 동하                            | Đông Hà       | 東河      | 622      |
| 후에                            | Huế           | 化        | 688      |
| 랑꼬                            | Lăng Cô       | 陵姑      | 755      |
| 낌리엔                          | Kim Liên      | 金蓮      | 777      |
| 다낭                            | Đà Nẵng       | 沱㶞      | 791      |
| 짜끼에우                        | Trà Kiệu      | 茶饒      | 825      |
| 푸깡                            | Phú Cang      | 富崗      | 842      |
| 땀끼                            | Tam Kỳ        | 三岐      | 865      |
| 누이탄                          | Núi Thành     | 𡶀成      | 890      |
| 꽝응아이                        | Quảng Ngãi    | 廣義      | 928      |
| 득포                            | Đức Phổ       | 德普      | 968      |
| 봉선                            | Bồng Sơn      | 蓬山      | 1017     |
| 꾸이년                          | Quy Nhơn      | 歸仁      |          |
| 디에우찌                        | Diêu Trì      | 遙池      | 1096     |
| 뚜이호아                        | Tuy Hòa       | 綏和      | 1198     |
| 지아                            | Giã           | 也        | 1254     |
| 닌호아                          | Ninh Hoà      | 寧和      | 1281     |
| 르엉선                          | Lương Sơn     | 良山      | 1303     |
| 냐짱                            | Nha Trang     | 芽莊      | 1315     |
| 응아바                          | Ngã Ba        | 我𠀧      | 1364     |
| 탐짬                            | Tháp Chàm     | 塔占      | 1408     |
| 송마오                          | Sông Mao      | 瀧茅      | 1484     |
| 마람                            | Ma Lâm        | 麻林      | 1533     |
| 판티엣                          | Phan Thiết    | 潘切      |          |
| 빈투안                          | Bình Thuận    | 平順      | 1551     |
| 수오이키엣                      | Suối Kiết     | 𤂬結      | 1603     |
| 롱칸                            | Long Khánh    | 隆慶      | 1649     |
| 비엔호아                        | Biên Hòa      | 邊和      | 1697     |
| 지안                            | Dĩ An         | 以安      | 1707     |
| 사이공                          | Sài Gòn       | 柴棍      | 1726     |
| 출처: 베트남 철도 예매 홈페이지 |               |           |          |

## 운행
하노이역과 사이공 역을 연결하는 특급에 상당하는 정기열차가 매일 6~8회 운행된다. 통일열차는 출발역, 정차역, 운행시간 등에 따라 모두 10종(SE1~SE8과 TN1, TN2)으로 구분된다. 하노이 역 출발~사이공 역 도착이 홀수(SE1, SE3 등), 사이공 역 출발~하노이 역 도착이 짝수(SE2, SE4 등). SE3 편과 SE4 편이 가장 빨라 29시간30분 걸리고, SE5가 31시간35분, SE6가 31시간40분 걸린다. 가장 오래 걸리는 TN2는 41시간25분이 소요된다. 이와 같이 장시간이 소요되기 때문에 같은 구간을 3시간 정도로 이동이 가능한 여객기와 비교하여 볼 때 경쟁력이 취약하다.

## 개량 계획
2002년 1월 1일, 베트남의 총리 판반카이(潘文凱, Phan Văn Khải)는 일본의 정부 개발 원조 자금을 주로 유치하여 이 철도를 개량하는 계획인, "2020년을 향한 베트남 철도 마스터 플랜"을 승인하였다. 이 계획에 소요되는 예산은 대략 320억 USD에 이른다. 일본의 회사들이 이 계획에 대한 우선 계약 대상자가 될 것으로 보인다. 일본은 지형과 지리에 대한 연구에 착수하기 위한 조사위원회도 파견한 상태이다. 새로 건설될 철도에는 일본의 신칸센 투입이 제안되었다.

## 같이 보기
- 베트남 철도